# Fuat Sanaç
Fuat Sanaç (* 1. Jänner 1954 in Harput, Elazığ, Türkei) war von 2011 bis 2016 Präsident der Islamischen Glaubensgemeinschaft in Österreich (IGGiÖ).

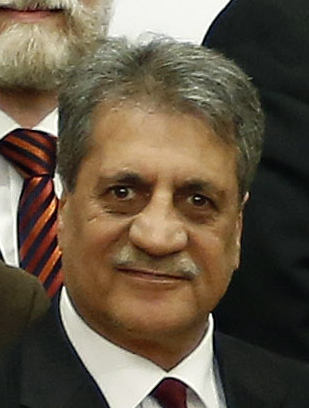
Fuat Sanaç (2014)

## Leben und Wirken
Sanaç wuchs in der Türkei auf, wo er von 1967 bis 1971 in Elazığ eine İmam-Hatip-Schule besuchte. Im Anschluss daran absolvierte er eine Ausbildung am Handelsgymnasium in Elazığ sowie ein Studium an der Universität für Wirtschaftswissenschaften in Ankara. Nach einigen Jahren als Angestellter des Verkehrsamts in Elazığ, wo er auch Gewerkschafter war, begann er 1979 ein Studium an der Fachhochschule für Wirtschaftswissenschaften in Köln. 1982 kam er schließlich nach Österreich, um an der Pädagogischen Akademie des Bundes in Wien zu studieren. Danach war er als islamischer Religionslehrer in öffentlichen Schulen in Wien und Niederösterreich tätig. Parallel dazu betrieb er Doktoratsstudien in Turkologie, Arabistik, Philosophie und Südostforschung an der Universität Wien und schloss sie 1992 als Dr. phil. mit ausgezeichnetem Erfolg ab.
Ab 2005 war Sanaç als Fachinspektor für islamischen Religionsunterricht im Burgenland und in Niederösterreich für AHS-BMHS zuständig und in Vorarlberg für alle Schultypen. Von Oktober 2007 an war er Dozent für islamische Geschichte am privaten Studiengang für das Lehramt an Pflichtschulen (IRPA), den er im Sommer 2009 auch interimistisch leitete.
Im Jahr 2011 wurde Fuat Sanaç zum Nachfolger von Anas Shakfeh als Präsident der Islamischen Glaubensgemeinschaft gewählt. Weiters ist er seitdem Vorsitzender des Obersten Rates und stellvertretender Vorsitzender der Islamischen Religionsgemeinde Wien.
Im Juni 2016 gab Sanaç bekannt, dass er nicht mehr für eine Funktionsperiode zur Verfügung steht. Als sein Nachfolger wurde Ibrahim Olgun gewählt.

## Modernisierung der Islamischen Glaubensgemeinschaft
Fuat Sanaç gilt als Vertreter einer eher liberalen Ausrichtung des Islam. Er bemüht sich, die IGGiÖ zu modernisieren, die Beteiligung von Frauen in der Organisation zu erhöhen und ein positiveres Bild des Islam in der österreichischen Gesellschaft zu erreichen. Daher unterstützt er auch entsprechende Bemühungen der österreichischen Bundesregierung wie das Dialogforum Islam, das er im Jahr 2012 in Zusammenarbeit mit dem Staatssekretär für Integration Sebastian Kurz gestartet hat. Eines der Ziele dieser Initiative ist die Ausbildung von Imamen in Österreich, anstelle des Zuzugs von im Ausland ausgebildeten Imamen.

## Reaktion auf Studie zu islamischen Kindergärten
Die von Ednan Aslan durchgeführte Untersuchung islamischer Kindergärten in Wien wurde von Sanaç heftig kritisiert. Aslan untersuchte die Verbände, die als Träger hinter etwa einem Fünftel der Wiener islamischen Kindergärten (etwa 150) und -gruppen (etwa 450) mit insgesamt etwa 10.000 betreuten Kindern stehen. Bei einem Teil sieht Aslan eine Tendenz dazu, den Kindern eine Distanz gegenüber andersgläubigen Menschen zu vermitteln. Sanaç sah in Aslans Einschätzung eine „Verhetzung“ und hält die gesonderte Betrachtung von Kindergärten einer bestimmten Religion für „undemokratisch und unmenschlich“. Er verweist darauf, dass ohnehin alle Kindergärten von der Stadt Wien überprüft werden. Aslans Behauptung, dass manche Kindergartenbetreiber einen salafistischen Hintergrund haben, findet er „lächerlich“. Mouhanad Khorchide dagegen meint, „dass etwa 20 Prozent der Muslime zur Abschottung tendieren“, und dass viele muslimische Vertreter in Österreich bei kritischen Hinweisen schnell in eine Opferrolle verfallen, den Islam in Österreich insgesamt verteidigen und Problematisches vertuschen.

## Privates
Sanaç ist seit 1977 verheiratet und hat vier Kinder.